# SS 쿠루

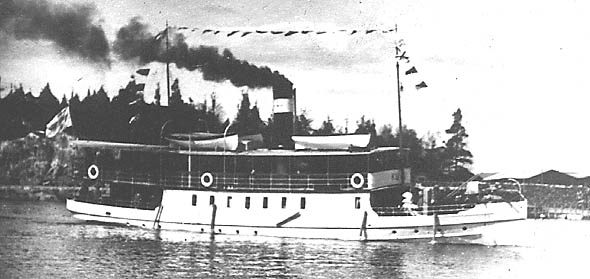

SS 쿠루(핀란드어: S/s Kuru)는 1929년 9월 7일 핀란드 탐페레 내시호에서 침몰한 증기선이다.
승객 150명과 선원 12명 중 136-138명이 사망했고, 현재까지 핀란드 역사상 최악의 강상 침몰사고로 거론된다. 침몰 원인은 강풍으로 인한 전복이었다. 당시 보퍼트 8등급(시속 61-72 킬로미터)의 바람이 불고 있었으며, 일부 주장에 따르면 보퍼트 11.5 등급이었다고도 한다. 전복된 원인은 무게중심이 위로 쏠려 있었기 때문인데, 1927년 전문가 감독 없이 3층갑판을 증축한 것이 원인이었다.
사람은 많이 죽었지만 선체는 거의 파손이 없어서 사고가 난 해에 인양하여 개수했다. 안전을 위해 증축된 선실을 해체하고 1939년까지 운항했다.
이 배는 1915년 진수되었으며 제1차 세계대전 때는 러시아 제국 해군에 징발되어 사타쿤타 전단에 속했다.